# Miklós Ungvári
Miklós Ungvári, (* 15. říjen 1980 Cegléd, Maďarsko) je maďarský zápasník–judista, stříbrný olympijský medailista z roku 2012.

## Sportovní kariéra
S judem začínal v 9 letech v rodném Ceglédu. Pochází z velmi početné rodiny. Společně s ním s judu věnovalo několik bratrů z nichž do maďarské reprezentace se prosadil pouze mladší bratr Attila. Celou svojí sportovní kariéru spolupracuje s trenérem Tamásem Biróem a vedle rodného Cegledu reprezentoval velkou část své sportovní kariéry judoklub ve městě Kecskemét. Od roku 2008 žil střídavě v Nizozemsku, s přítelkyní nizozemskou reprezentantkou Kitty Brávikovou. Vedla trenéra Biró jeho sportovní kariéru nejvíce ovlivnil reprezentační trenér Sándor Nagysolymosi st..
V maďarské seniorské reprezentaci se pohybuje od roku 2000. V roce 2002 nahradil v pololehké váze dlouholetou jedničku Józsefa Csáka a plynule navázal na jeho úspěchy. V roce 2004 se kvalifikoval na olympijské hry v Athénách. V úvodním kole se utkal s Ázerbájdžáncem Elčinem Ismajilovem. Od prvních sekund se bránil Ismajilově tlaku a v polovině zápasu prohrával na yuko a koku. Ve třetí minutě však využil Ázerbájdžáncovo zaváhání vítězstvím na ippon technikou uči-mata. V dalším kole však nenašel recept na dobře bránícího Portugalce João Pinu a prohrál na yuko technikou kata-guruma.
V roce 2008 odjížděl na olympijské hry v Pekingu jako jeden z favoritů. Ve druhém kole vrátil porážku z finále mistrovství Evropy v Lisabonu Gruzínci Zaza Kedelašvilimu, když ho vyrovnané regulérní hrací době poslal v úvodu prodloužení technikou ko-uči-gari na ippon. Ve třetím kole se utkal s Alimem Gadanovem z Ruska. Vyrovnaný zápas rozhodl jeho nepatrný prohřešek v boji na zemi, který tuniský sudí necitlivě ohodnotil šidem a tři sekundy před koncem zápasu poslal Gadanova do vedení. Ten již bodový náskok nepustil.
V roce 2012 se kvalifikoval na své třetí olympijské hry v Londýně. V prvních dvou kolech se rozehřál nejprve na judistovi z Afghánistánu a následně na judistovi z Belize, které oba na tatami nenechal trápit ani minutu. Ve třetím kole přepral Slovince Roka Drakšiče v boji o úchop a ve čtvrtfinále nastoupil proti Poláku Pawłu Zagrodnikovi. Proti Polákovi předvedl opět kvalitní boj o úchop a po dvou šidech postoupil do semifinále. Semifinálový zápas proti Španělu Sugoi Uriartemu sliboval pasivní judo s častými přechody do ne-waza a podle tohoto scénáře i zápas probíhal. Ve druhé minutě strhnul vedení technikou sumi-gaeši na yuko na svou stranu a tento náskok udržel do konce hrací doby. Ve finále se utkal s překvapením turnaje Gruzíncem Lašou Šavdatuašvilim. Jemu typově podobný ale o 12 let mladší soupeř předváděl dynamičtější judo. V úvodní minutě nezachytil jeho výpad o-uči-gari a spadl na yuko. V dalším průběhu několikrát nastoupil do své osobní techniky ko-uči-gake, ale bez bodového ohodnocení. Získal stříbrnou olympijskou medaili.
Ve 32 letech se ještě nechystal končit. Od roku 2013 přešel do vyšší lehké váhy, ve které se v roce 2016 kvalifikoval na své čtvrté olympijské hry v Riu. V úvodním kole si poradil s mladým Portugalcem Nuno Saraivou technikou sumi-gaeši na yuko. V dalším kole v zápase s Dexem Elmontem využil jeho nečekaného zaváhání pár sekund před koncem a zvítězil technikou eri-seoi-nage na ippon. Ve čtvrtfinále narazil na Ázerbájdžánce Rustama Orudžova a ve druhé minutě prohrával na wazari, když Orudžov okontroval jeho pokus o sumi-gaeši. V dalším průběhu zápasu na druhého nasazeného nic převratného nevymyslel a spadl do oprav. Z oprav postoupil do boje o třetí místo proti Belgičanu Dirku Van Ticheltovi. Souboj dvou veteránu rozhodla polovina třetí minuty, kdy se po svém výpadu ko-uči-gake nabídl soupeři na zemi a ten mu šikovně nasadil páčení (submisi). Obsadil 5. místo.
Miklós Ungvári je levoruký, vytáhlý judista, osobní technika ko-uči-gake a sumi-gaeši, které doplňuje velmi tvrdým bojem na zemi. Jeho specifikací je uči-mata prováděná z pravého úchopu.

### Vítězství
- 2002 – 1x světový pohár (Varšava)
- 2003 – 1x světový pohár (Bukurešť)
- 2004 – 1x světový pohár (Rotterdam)
- 2005 – 2x světový pohár (Budapešť, Řím)
- 2006 – 1x světový pohár (Moskva)
- 2007 – 1x světový pohár (Řím)
- 2015 – 1x světový pohár (Budapešť, Santiago)

## Výsledky
| Olympijské hry     |    | —   |   |    |     | úč. |    |   |    | úč. |    |    |     | 2. |     |     |    | 5.  |  |  |  |
| Mistrovství světa  | —  |     | — |    | úč. |     | 3. |   | 3. |     | 3. | 7. | úč. |    | úč. | úč. | 7. |     |  |  |  |
| Mistrovství Evropy | —  | úč. | — | 1. | 7.  | úč. | 2. | — | 5. | 2.  | 1. | 2. | 1.  | 5. | úč. | 3.  | 7. | úč. |  |  |  |
| ME juniorů         | 5. |     |   |    |     |     |    |   |    |     |    |    |     |    |     |     |    |     |  |  |  |

## Dakar
Jako vyučený automechanik byl v roce 2014 členem maďarského Toyota týmu Sandlander, který se účastnil populárních závodů Rallye Dakar.